# Рождественский гимн
«Рождественский гимн» (англ. A Christmas Carol) — американский короткометражный драматический фильм Тома Рикеттса.

## Сюжет
В центре сюжета мужчина, который гуляет по Лондону накануне Рождества и направляется в свою контору. Вдруг он сталкивается с нищим, который просит милостыню и падает на землю, вследствие чего возникает дух и сообщает мужчине, что скоро он снова встретится с нищим. Мужчина в свою очередь закрывает глаза руками, чтобы отгородиться от призрака, и призрак исчезает...

## Критика
«Невозможно перехвалить этот фильм», - пишет The Moving Picture World.

## В ролях
| Актёр       | Роль   |
| ----------- | ------ |
| Том Рикеттс | Скрудж |